# Varaha

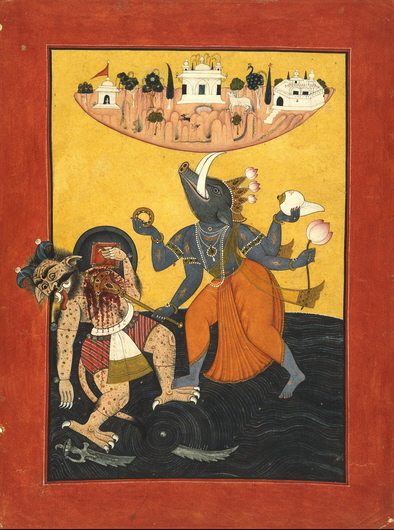
Vishnus inkarnation som vildsvin

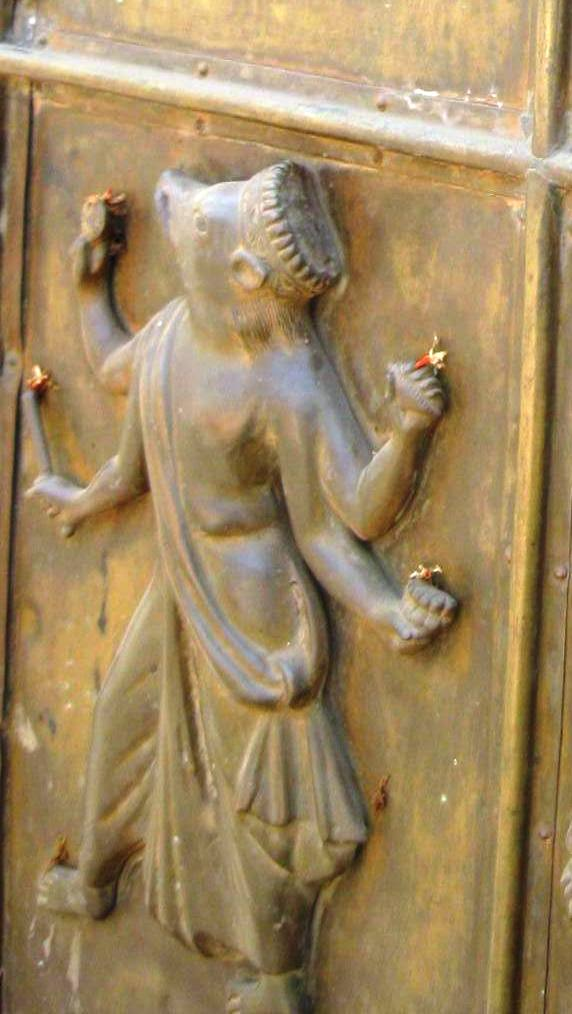
Varaha på en mässingsvagn av Searsole Rajbari, västra Bengal, Indien

Varaha (sanskrit: वराह) är i indisk mytologi guden Vishnus inkarnation (avatar) som vildsvin. Varaha räknas i allmänhet som den tredje i Dashavatara – de tio främsta inkarnationerna av Vishnu.
Enligt legenden stal demonen Hiranyaksha jordgudinnan Bhumi och gömde henne i de urtida vattnen. Då uppenbarade sig Vishnu i form av Varaha för att rädda henne. Varaha dödade Hiranyaksha och hämtade upp jorden ur det kosmiska havet, lyfte henne på sina betar och återförde henne på sin plats i universum.
Varaha avbildas antingen som ett vildsvin eller i antropomorf form, med svinhuvud och människokropp. Han framställs ofta med  jordgudinnan Bhumi lyft i sin famn eller på sina betar.